# 山梨県立甲府第一高等学校の人物一覧
山梨県立甲府第一高等学校の人物一覧（やまなしけんりつこうふだいいちこうとうがっこうのじんぶついちらん）は、山梨県立甲府第一高等学校の主な出身者・教員・関係者についての一覧記事。

## 著名卒業生

### 政界・官界
- 石橋湛山 - 東洋経済新報社社長、 第55代内閣総理大臣、立正大学学長
- 堀内一雄 - 衆議院議員、富士急行会長、元満州国陸軍少将
- 堀内光雄 - 衆議院議員、労相、通産相、自民党総務会長、富士急行会長
- 中尾栄一 - 衆議院議員、建設相
- 赤池誠章 - 衆議院議員、内閣府副大臣
- 中谷真一 - 衆議院議員、外務大臣政務官
- 神沢浄 - 元参議院議員、元衆議院議員、元竜王町町長
- 山本栄彦 - 元山梨県知事、元甲府市市長
- 後藤斎 - 前山梨県知事、元衆議院議員
- 宮島雅展 - 前甲府市市長
- 樋口雄一 - 甲府市市長
- 埴原正直（中退） - 元外務次官、駐米大使 / 山梨尋常中を中退して日本中へ
- 吉田冨士雄 - 元大蔵省関税局長、サントリー副社長、エフエム富士会長
- 依田智治 - 元参議院議員、元防衛事務次官
- 井上幸彦 - 第80代警視総監
- 松野春樹 - 元NTT副社長、元郵政事務次官
- 鈴木康雄 - 元日本郵政社長代行、元総務事務次官
- 石原秀昭 - 元総務省大臣官房技術総括審議官、元日本無線協会理事長
- 篠原尚之 - 元財務官
- 中込博文 - 元南アルプス市長
- 金丸一元 - 南アルプス市長
- 古屋五郎 - 元北巨摩郡菅原村長および初代白州町長（ともに現在の北杜市）

### 経済界
- 早川徳次 - 東京地下鉄道創業者 / 日本の「地下鉄の父」と呼ばれる
- 浅尾新甫 – 経済同友会代表幹事(1950-)、日本郵船社長(1946-)
- 水上達三 - 三井物産社長・会長、（財）中東調査会会長、（財）聖路加国際病院理事長、（財）キープ協会会長ほか
- 大久保好男 - 日本テレビホールディングス社長・会長、日本テレビ放送網社長・会長、日本民間放送連盟会長
- 神山茂 - ジャステック創業者・元社長、元情報サービス産業協会副会長、藍綬褒章
- 小林中 - 日本開発銀行総裁、アラビア石油社長、日本航空会長
- 辻信太郎 - サンリオ創業者・元社長
- 坂本孝 - ブックオフコーポレーション社長、ブックオフ創業者
- 徳田昂平 - 徳田商会社長、日本証券取引所総裁、貴族院議員、証券取引委員会委員長
- 川手泰二 - 元名古屋放送株式会社社長、会長
- 川手良萬 - 甲府クラブ（現ヴァンフォーレ甲府）創始者
- 小林喜光 - 三菱ケミカルホールディングス社長
- 清水喜彦 - SMBC日興証券代表取締役社長
- 武田信彦 - テンヨ武田社長、山梨県公安委員会委員長
- 米山好映 - 富国生命保険社長

### 学術研究
- 井尻千男 - 評論家、拓殖大学日本文化研究所長
- 井上真 - 森林社会学・森林政策学、東京大学大学院農学生命科学研究科教授
- 今村文彦 - 地震学者、東北大学災害科学国際研究所教授・所長
- 川村晃生 - 国文学、慶應義塾大学名誉教授
- 五味文彦 - 歴史学、東京大学名誉教授、人間文化研究機構理事
- 齋藤勇 - 心理学、立正大学教授
- 笹本正治 - 歴史学、信州大学教授
- 末木文美士 - 仏教学・日本思想史・宗教史、国際日本文化研究センター名誉教授、東京大学名誉教授
- 内藤多仲 - 建築家・建築構造学、早稲田大学名誉教授 / 東京タワー・通天閣などを設計
- 中沢新一 - 宗教学・人類学・哲学、東京外国語大学助手・中央大学教授を経て、明治大学野生の科学研究所所長、多摩美術大学教授・芸術人類学研究所所長
- 中村誠一 - マヤ文明考古学者、サイバー大学教授・金沢大学客員教授・早稲田大学客員教授
- 中村啓信 - 日本文学、國學院大學名誉教授
- 宮田律- 一般社団法人・現代イスラム研究センター理事長（中退後、大検にて進学）。イスラム地域の現代史・現代政治・国際関係研究
- 渡辺利夫 - 経済学、筑波大学教授・東京工業大学教授・拓殖大学学長・総長を経て同大学事顧問

### 文化・芸術
- 三井甲之 - 歌人、旧校歌の作詞者
- 飯田蛇笏 - 俳人
- 保阪嘉内 - 宮沢賢治の親友
- 青柳瑞穂 - 詩人・仏文学者
- 飯田龍太 - 俳人
- 竹中労 - ジャーナリスト（東京の高輪中学校から甲府中学校に転入、中退）
- 中村星湖 - 詩人・作家・評論家
- 木々高太郎 - 作家・直木三十五賞受賞
- 増村保造 - 映画監督
- 小林俊一 - 日本映画テレビプロデューサー協会常務理事
- 武内直子 - 漫画家
- 望月春江 - 画家
- 平野忠彦 - 声楽家
- 森山威男 - ジャズドラマー
- 岡村真美子 - ピアニスト、気象予報士
- 竹内宏彰 - アニメーションプロデューサー / 一般社団法人国際声優育協会理事

### 芸能界
- 古今亭寿輔 - 落語家
- 丸一仙三 - 太神楽師
- 小田かおる - 女優、元日活ロマンポルノ女優、元ミス日本
- 筒井真理子 - 女優、茂田オフィス所属
- 土屋佑壱（旧芸名・本名：土屋裕一） - 俳優、演劇ユニット*pnish*所属。
- 清水まり子 - 演歌歌手

### スポーツ界
- 三神吾朗（ジャップ・ミカド）- 日本初のプロ野球選手
- 五味芳夫 - プロ野球選手
- 内藤博文 - プロ野球選手
- 手沢庄司 - プロ野球選手、プロ野球審判員
- 深沢建彦 - プロ野球選手
- 長久保裕 - フィギュアスケートコーチ、元フィギュアスケート選手
- 小林岩魚 - プロサッカー選手

### マスコミ
- 島田敏男 - NHK放送文化研究所研究主幹
- 武川智美 - 毎日放送アナウンサー
- 望月啓太 - NHKアナウンサー、NHK甲府放送局勤務
- 浅川初美 - 元山梨放送アナウンサー
- 伊藤舞 - 福岡放送アナウンサー
- 服部廉太郎 - 山梨放送アナウンサー
- 保坂正紀 - 元テレビ朝日アナウンサー

## 軍人・自衛官
- 今村均 - 陸軍大将 / のち新発田中学へ
- 塚原二四三 - 海軍大将
- 土井義尚 - 陸上自衛隊陸将、禅僧